# Mircea II di Valacchia
Mircea II di Valacchia (1427 – 1447) è stato voivoda di Valacchia nel 1442.
Figlio primogenito di Vlad II Dracul, Mircea II discendeva per linea diretta da Mircea il Vecchio. Degli altri tre figli di Dracul noti alla storia, solo due, Vlad l'Impalatore e Radu il Bello, erano fratelli di sangue di Mircea; il terzo, Vlad il Monaco era nato dall'unione di Dracul con un'altra donna. Aveva però una sorella minore, Alessandra. 

## Biografia
Fino al 1436, anno in cui Dracul preso il potere in Valacchia, Mircea visse da esule al fianco del padre. Al momento del suo arrivo alla corte di Târgoviște, Mircea doveva avere circa dieci anni. All'età di quindici anni (1442), il giovane Drăculești si vide insignito del titolo di voivoda. Vlad Dracul era stato precettato dal suo pericoloso alleato, il sultano dei turchi Murad II, che lo aveva convocato ad Adrianopoli. Temendo forse un tradimento, Dracul preferì presentarsi all'appuntamento senza Mircea e lo lasciò in Valacchia con i pieni poteri. Amichevolmente accolto da Murad, Vlad II venne tradito ed imprigionato a Gallipoli.
La situazione si fece presto difficile per il giovane voivoda Mircea.
Mentre suo padre era rinchiuso presso il sultano (1443), Giovanni Hunyadi, "campione" del re Ladislao d'Ungheria, attaccò la Valacchia per ricondurla sotto la sovranità ungherese. Sconfitto, Mircea si diede alla fuga, mantenendo però un nutrito seguito. Hunyadi mise Basarab II, dei Dănești, sul trono di Valacchia. A Gallipoli, Murad II fornì a Dracul armi e truppe per riconquistare il suo trono ma ad un prezzo molto alto: tributi, l'obbligo al Devșirme e la prigionia cautelativa dei giovani Vlad III e Radu.
Nell'ottobre 1444 Dracul, portatosi a Nicopoli, tentò di convincere il giovane Ladislao d'Ungheria a desistere dalla crociata indetta da papa Eugenio IV per frenare l'avanzata turca in Europa. Lo storico polacco Callimachus racconta che Ladislao non si dissuase, e così Vlad II tornò in Valacchia. Mircea II, comunque in accordo con Dracul, restò invece al campo crociato con un contingente di 4000 cavalieri valacchi. Mircea partecipò alla Battaglia di Varna (10 novembre) e fu lui, dopo la pesante sconfitta cristiana, a guidare i superstiti crociati al sicuro oltre il Danubio. Nel frattempo, suo padre Dracul catturava il fuggiasco Hunyadi arrivando quasi ad ucciderlo poiché riteneva ormai che Vlad e Radu, prigionieri del sultano, fossero morti.
Dopo la sconfitta di Varna, Mircea proseguì nella sua lotta contro i turchi. Nel 1445, insieme agli uomini di Hunyadi e ai borgognoni di Waleran de Wavrin (zio del cronista Jean de Wavrin), riuscì a strappare agli ottomani la fortezza di Giurgiu, ordinando poi di trucidare la guarnigione catturata per vendicare il tradimento che aveva portato alla cattura di suo padre. Affiancata dalle truppe di Mircea, la flotta borgognona cinse infruttuosamente d'assedio Nicopoli. Raggiunti da Hunyadi, i crociati pianificarono le operazioni per sbarcare le truppe sulla riva turca del Danubio ma l'esercito del sultano le prevenne facendo terra bruciata dei dintorni. Temendo una campagna di logoramento, Hunyadi chiuse le operazioni: gli ungheresi si ritirarono, la flotta borgognona riparò a Costantinopoli e Mircea tornò da suo padre.
Nel 1447, Hunyadi lanciò l'ennesimo attacco alla Valacchia e ancora una volta sconfisse le armate di Vlad Dracul.: il voivoda fuggì mentre Mircea II venne consegnato ad Hunyadi dai boiari valacchi di Târgoviște, che lo avevano tradito per ingraziarsi il sovrano ungherese.
Mircea II venne accecato con un ferro rovente e sepolto vivo. Suo padre venne catturato ed ucciso poco tempo dopo. Sul trono di Valacchia, Hunyadi rimise Basarab II. In risposta all'intromissione ungherese in Valacchia, il sultano liberò Vlad III e lo rispedì in patria in armi. Ben saldo al potere solo nel 1456, Vlad iniziò una feroce crociata personale contro i turchi. Attuò anche una dura vendetta contro i boiari responsabili della morte del padre e del fratello Mircea.